# 张炳奎 (学者)
张炳奎（1957年—），原名张炳九，北京大学马克思主义学院副教授。

## 生平
江苏徐州市人，曾就读于南京师范大学、北京大学，先后获得法学学士、哲学硕士学位。
1980年代与吴稼祥一道是北派新权威主义的代表人物。后参与六四运动。

## 主要著作
- 《培根》（专著，香港中华书局2000年5月版）
- 《马克思主义哲学纲要》（合著，北京大学出版社2001年9月版）
- 《当代中国马克思主义新探》（合著，高等教育出版社2002年6月版）